# Episodi di Willy, il principe di Bel-Air (sesta stagione)
La sesta e ultima stagione della sitcom Willy, il principe di Bel-Air è andata in onda negli Stati Uniti dal 18 settembre 1995 al 20 maggio 1996 sul canale NBC.
In Italia la sesta e ultima stagione di Willy, il principe di Bel-Air è andata in onda per la prima volta su Italia 1 dal 4 novembre al 3 dicembre 1996. Gli episodi, il cui ordine di trasmissione è stato lievemente modificato rispetto a quello originale, erano in programma dal lunedì al venerdì alle 20:00, fatta eccezione per Carriere stroncate e Dente perdente, trasmessi uno dopo l'altro a partire dalle 19:00 sabato 30 novembre 1996.
| nº | Titolo originale                       | Titolo italiano                         | Prima TV USA      | Prima TV Italia  |
| -- | -------------------------------------- | --------------------------------------- | ----------------- | ---------------- |
| 1  | Burnin' Down the House                 | La casa brucia                          | 18 settembre 1995 | 4 novembre 1996  |
| 2  | Get a Job                              | Il nuovo lavoro                         | 25 settembre 1995 | 5 novembre 1996  |
| 3  | Stress Related                         | Causa stress                            | 2 ottobre 1995    | 6 novembre 1996  |
| 4  | Bourgie Sings the Blues                | Malinconico blues                       | 9 ottobre 1995    | 7 novembre 1996  |
| 5  | The Script Formerly Known As           | Il giurato                              | 16 ottobre 1995   | 8 novembre 1996  |
| 6  | Not, I Barbecue                        | Finale a sorpresa                       | 23 ottobre 1995   | 11 novembre 1996 |
| 7  | Not With My Cousin You Don't           | Prova d'amore                           | 6 novembre 1995   | 12 novembre 1996 |
| 8  | Viva Lost Wages                        | Punta tutto!                            | 13 novembre 1995  | 13 novembre 1996 |
| 9  | There's the Rub (Part 1 e 2)           | Gara di stufato: 1 e 2 parte            | 20 novembre 1995  | 21 novembre 1996 |
| 10 | There's the Rub (Part 1 e 2)           | Gara di stufato: 1 e 2 parte            | 20 novembre 1995  | 22 novembre 1996 |
| 11 | I, Ooh, Baby, Baby                     | Senso materno                           | 11 dicembre 1995  | 18 novembre 1996 |
| 12 | Boxing Helena                          | Lezione di boxe                         | 8 gennaio 1996    | 14 novembre 1996 |
| 13 | I, Clownius                            | Una bomba per Philip                    | 15 gennaio 1996   | 15 novembre 1996 |
| 14 | Breaking Up is Hard to Do (Part 1 e 2) | Il difficile è lasciarsi: 1 e 2 parte   | 12 febbraio 1996  | 19 novembre 1996 |
| 15 | Breaking Up is Hard to Do (Part 1 e 2) | Il difficile è lasciarsi: 1 e 2 parte   | 19 febbraio 1996  | 20 novembre 1996 |
| 16 | I, Bowl Buster                         | Come un... birillo                      | 26 febbraio 1996  | 25 novembre 1996 |
| 17 | The Butler's Son Did It                | Il figlio segreto                       | 18 marzo 1996     | 26 novembre 1996 |
| 18 | Hare Today...                          | Oggi lepre                              | 8 aprile 1996     | 27 novembre 1996 |
| 19 | Whoops, There It Is                    | Paperissima Willy                       | 15 aprile 1996    | 28 novembre 1996 |
| 20 | I, Stank Horse                         | Un cavallo di troppo                    | 22 aprile 1996    | 29 novembre 1996 |
| 21 | I, Stank Hole in One                   | Carriere stroncate                      | 6 maggio 1996     | 30 novembre 1996 |
| 22 | Eye, Tooth                             | Dente perdente                          | 13 maggio 1996    | 30 novembre 1996 |
| 23 | I, Done (Part 1 e 2)                   | L'appartamento che non c'è: 1 e 2 parte | 20 maggio 1996    | 2 dicembre 1996  |
| 24 | I, Done (Part 1 e 2)                   | L'appartamento che non c'è: 1 e 2 parte | 20 maggio 1996    | 3 dicembre 1996  |

## La casa brucia
- Titolo originale: Burnin' Down the House
- Diretto da: Madeline Cripe
- Scritto da: Joel Madison e Adam Markowitz

### Trama
Zio Philip è molto agitato perché per cena avrà come ospite il suo superiore, il quale è in procinto di concedergli una promozione, perciò raccomanda a tutta la famiglia di comportarsi bene. Willy però è molto annoiato, poiché Carlton è fuori città, e cerca quindi di avere attenzioni da tutti. A un certo punto, nel tentativo di imitare Geoffrey nel fare le banane flambé, combina un grosso guaio bruciando tutta la cucina. A fuoco domato convince Geoffrey a non parlarne con gli zii e di ordinare qualcosa per cena. Sembra andare tutto per il verso giusto durante la serata ma quando Carlton torna egli chiede aggiornamenti a Willy dell'incendio (Carlton chiamando a casa ha trovato Willy alle prese con l'incendio ed è subito corso in suo aiuto). Gli zii dunque scoprono dell'incendio e se la prendono ovviamente con Willy, ma nonostante ciò il giudice Walker metterà una buona parola sulla promozione dello zio Philip per l'ottima cena.
- Guest star: Darryl Sivad (capo dei vigili del fuoco), Robert Munns (giudice Walker)

## Il nuovo lavoro
- Titolo originale: Get a Job
- Diretto da: Shelley Jensen
- Scritto da: Mort Scrivner

### Trama
Durante una pubblicità diretta da Carlton e interpretata da Willy i due litigano e decidono di voler cambiare lavoro, chiedono quindi a Hilary di trovargliene uno nuovo e più prestigioso. Alla fine sarà Willy a spuntarla e avrà l'occasione di assistere Maurice, un famoso comico. Quest'ultimo è felice di prendere parte allo show di Hilary, ma richiede che Willy esca con sua sorella Jasmine e la tratti bene. Al momento di uscire Willy scopre che Jasmine esteticamente è orribile e ha delle titubanze nell'uscire con lei. I due vanno in un locale, ma dopo qualche minuto Willy si inventa una scusa e la riaccompagna in albergo. Quando torna lì ci prova con un'altra ragazza, ma Hilary, la quale era venuta lì con Maurice e Werner (un dirigente), rimane delusa dall'atteggiamento di Willy, perché quel lavoro è importante per lei. Dopo la loro discussione Willy torna all'albergo dove alloggia Jasmine, ma non la trova. Tornando a casa disperato chiede a Geoffrey se ha telefonato, ma con sorpresa viene a sapere che era passata per portargli una zuppa calda. Dopodiché Willy e Carlton hanno di nuovo una discussione, poiché il primo crede che il cugino voglia rubargli il posto, ma Carlton gli rivela che in realtà l'aveva coperto e aveva rassicurato Jasmine sullo suo stato. Infine, Willy sarà costretto a passare il fine settimana successivo con Jasmine.
- Guest star: DJ Jazzy Jeff (Jazz), Ajai Sanders (Candace), Jim Meskimen (Werner), Amarilis (Leslie), Chris Rock (Maurice; Jasmine)

## Causa stress
- Titolo originale: Stress Related
- Diretto da: Shelley Jensen
- Scritto da: Larry Wilmore

### Trama
In casa Banks tutti sono alle prese con il mondo del lavoro. Willy comincia nel suo nuovo ruolo di assistente coordinatore artistico, Carlton aspetta una chiamata per diventare un funzionario esecutivo e zio Philip ha un caso da risolvere. Nel frattempo, Ashley deve portare qualcuno a scuola per parlare nel "giorno delle carriere" e zia Vivian ha una nuova fissa nel cucinare solo cibi sani. Inoltre, Hilary ha un ospite ma le sue condizioni di salute sono pessime e Willy viene incaricato per assisterla. Nell'offrirle la medicina Willy si sbaglia e le somministra un sonnifero, mandando Hilary fuori di testa. Per rimediare il ragazzo farà di tutto, ma come al solito combinerà una figuraccia, senza però danneggiare l'appuntamento di Hilary. Intanto, Carlton è molto ansioso per l'imminente chiamata, ma a causa di un contrattempo dovrà andare alla cerimonia del "giorno delle carriere" al posto di zio Philip. Arrivato lì viene chiamato dall'azienda e lo informano che il posto non gli è stato assegnato. La cerimonia quindi risulterà un disastro per lui poiché non avendo un lavoro non avrà molto da dire.
- Guest star: Ajai Sanders (Candace), Jim Meskimen (Werner), Joel Madison (signor Stimple)

## Malinconico blues
- Titolo originale: Bourgie Sings the Blues
- Diretto da: Shelley Jensen
- Scritto da: Tom Devanney

### Trama
Carlton non riesce a trovare lavoro e in più crede che il suo colloquio con un impiegato della Princeton non andrà bene. Il ragazzo inizia a deprimersi, crede di avere una vita triste e se ne va in un bar blues. Nelle dépendance di casa Banks arriva una telefonata, è l'università di Princeton e informa Willy che il colloquio di Carlton è spostato la sera stessa. Willy perciò va a cercare Carlton, il quale però non vuole tornare indietro, perché crede che il bar blues sia la sua vita. A causa di ciò, Willy cerca di sostituire il cugino al colloquio, ma una chiacchierata di Carlton con un musicista, Pappy, lo farà rinsavire e tornerà a casa, dove svelerà l'arcano all'impiegato universitario. Il colloquio sarà un successone per Carlton e otterrà il posto.
- Guest star: B. B. King (Pappy), Kevin Brief (Kevin), Michael Clarke Duncan (Tiny), Nicole Bilderback (Janet), Yunoka Doyle (Keesha)

## Il giurato
- Titolo originale: The Script Formerly Known As
- Diretto da: Shelley Jensen
- Scritto da: Felicia D. Henderson

### Trama
Zio Philip è ai ferri corti con due giurati che vogliono lasciare il loro posto senza apparenti motivi. Ad aggravare la situazione ci sono Willy e Hilary, poiché il primo, propone alla cugina di invitare uno dei due giurati come ospite per la sua trasmissione. Il giurato si comporterà malissimo sparlando di zio Phil. Quest'ultimo si sentirà ovviamente in grande imbarazzo e si infurierà con ragazzi. Per rimediare, i due, faranno un appello in diretta in trasmissione, chiedendo perdono a zio Philip. Egli li perdonerà, ma le voci su di lui non si placheranno del tutto.
- Guest star: DJ Jazzy Jeff (Jazz), Jay Leno (se stesso), Bree Walker (se stessa), Jim Meskimen (Werner), Nicole Bilderback (Janet), Yunoka Doyle (Keesha), Monica Allison (postina), Jeff Maynard (venditore), George Wallace (George)

## Finale a sorpresa
- Titolo originale: Not, I Barbecue
- Diretto da: Madeline Cripe
- Scritto da: Kandace Yvette Williams e Matt Tarses

### Trama
Willy e la sua nuova fiamma Sandra tornano dal cinema dopo aver visto un film abbastanza osé, il quale non è piaciuto alla ragazza, ma Carlton rivela che Willy ne è entusiasta e l'ha visto per ben otto volte. Sandra quindi rimane delusa e se ne va. Per farsi perdonare, Carlton accetta di uscire con Willy per andare a casa di un'amica di Sandra. Arrivati lì Tiffany, un'amica della ragazza, propone un gioco sexy da fare in quattro, ma le cose peggiorano quando bussa alla porta il fidanzato di Tiffany, detto Mastino. Inizialmente Willy e Carlton riescono a nascondersi, ma quando tentano di recuperare i vestiti vengono scoperti dall'energumeno, che è intenzionato a picchiarli. I due allora scappano dalla finestra, ma viene visto come un possibile tentativo di suicidio e viene chiamata la protezione civile. Nel frattempo, zio Philip e zia Vivian hanno la casa tutta per loro e decidono di stare in intimità, cosa che a causa di Hilary non avverrà.
- Guest star: Garcelle Beauvais (Sandra), Monica Allison (Michelle), Tamala Jones (Tiffany), Jamie Cardriche (Mastino)

## Prova d'amore
- Titolo originale: Not With My Cousin You Don't
- Diretto da: Shelley Jensen
- Scritto da: Adam Markowitz

### Trama
Ashley si ritrova con Derek, un ragazzo per cui ha sempre avuto un debole, tornando subito abbastanza intimi. Derek le propone di fare l'amore, per coronare i loro sentimenti, ma Ashley è ancora insicura, essendo vergine sessualmente. La ragazza si confida con due delle sue migliori amiche, esponendo i suoi dubbi, ma non sa che Willy e Carlton (grazie a dei citofoni installati da quest'ultimo) la stanno ascoltando. I due ragazzi allora cercano di fare di tutto per dissuadere i due innamorati nel fare l'amore, senza però rivelare che hanno sentito la conversazione precedente. Non riuscendoci però, Willy svela il segreto ad Ashley, la quale si arrabbia molto con Willy, poiché si sente violata della sua privacy. Proprio mentre sono in macchina di Derek, Ashley ha delle perplessità nel fare l'amore e chiede al ragazzo di rimandare, preferendo andare a giocare al minigolf. Di ritorno a casa Ashley racconta la sua serata a Willy, il quale comunque si scusa per aver ascoltato la conversazione e di aver dubitato della sua maturità.
- Guest star: Jaleel White (Derek), Nicole Bilderback (Janet), Yunoka Doyle (Keesha)

## Punta tutto!
- Titolo originale: Viva Lost Wages
- Diretto da: Shelley Jensen
- Scritto da: Robert Bruce

### Trama
Per il suo ventunesimo compleanno Carlton riceve in regalo due biglietti per Las Vegas, insieme a lui andrà Willy. I due partono con due idee diverse del luogo: Willy è attirato dal gioco d'azzardo e dalle ragazze, mentre Carlton è attirato dagli spettacoli e dalle bellezze naturali. La prima sera giocano al casinò, ma non riescono a vincere nulla, solo che Carlton esagera e sperpera tutti i soldi. I due per recuperare provano a ingannare il direttore del casinò, ma senza successo. Tentano infine di vincere una gara di ballo, ma anche qui falliscono miseramente. Alla fine tornano a casa da perdenti, ma Carlton riceverà comunque una bella accoglienza per il suo compleanno. Nel frattempo, Hilary, Ashely e zia Vivian passano una serata tra donne, poiché anche zio Philip è andato via per lavoro. Mentre si divertono però le terrorizzerà un topo.
- Guest star: Bruce Fine (presentatore), Gregg Kovan (croupier), Wayne Newton (direttore del casinò)

## Gara di stufato: parte 1
- Titolo originale: There's the Rub (Part 1)
- Diretto da: Shelley Jensen
- Scritto da: Joel Madison

### Trama
Hilary e Carlton decidono di andare alla mensa dei poveri per dare una mano, la prima per ottenere una buona reputazione mediatica, il secondo per avere una miglior referenza per Princeton, ma non sono decisamente portati per l'impiego. Nel frattempo, vengono in visita le sorelle di Vivian, Viola e Helen e anche la madre di Philip, Hattie, tutte e quattro si sfideranno per preparare lo stufatino migliore. Nel tentativo di portare il baule di Helen al piano di sopra, zio Philip ha uno strappo alla schiena e deve andare dal medico, solo che quest'ultimo non sarà disponibile prima di domani. Willy perciò si offre di aiutare lo zio, portandolo a un centro massaggi, solo che si rivelerà essere parecchio osé.
- Guest star: Zachery Ty Bryan (Steve), Jennifer Lewis (Helen), Virginia Capers (Hattie), Vernée Watson-Johnson (Viola), Paul Laurence Motley (povero), Elayn Taylor (Sylvia), Christopher Carroll (signor Wilmore), Marci Brickhouse (Pat), Jeanine Michell (Candy)

## Gara di stufato: parte 2
- Titolo originale: There's the Rub (Part 2)
- Diretto da: Shelley Jensen
- Scritto da: Joel Madison

### Trama
Hilary e Carlton hanno terminato il loro lavoro alla mensa dei poveri, nonostante molti sono ancora affamati. Mentre sono in macchina vengono colti da continui sensi di colpa, così decidono di tornare e organizzare una magnifica cena del ringraziamento e Hilary, colta da altruismo rifiuterà pure di girare il video. Intanto, zio Philip e Willy sono finiti in cella e dovranno attendere fino al giorno seguente per uscire. Ma quando zio Philip si rende conto del rischio di perdere la cena del ringraziamento sfodererà le sue migliori doti da avvocato. I due riusciranno ad uscire la sera stessa e a mangiare a casa con tutta la famiglia.
- Guest star: Zachery Ty Bryan (Steve), Jennifer Lewis (Helen), Virginia Capers (Hattie), Vernée Watson-Johnson (Viola), Rosie Brown (uomo in cella), Paul Laurence Motley (povero), Elayn Taylor (Sylvia), Christopher Carroll (signor Wilmore), Marci Brickhouse (Pat), Jeanine Michell (Candy), Rob Daniel (Skippy), Thom Barry (poliziotto), Russell McConnell (secondo poliziotto)

## Senso materno
- Titolo originale: I, Ooh, Baby, Baby
- Diretto da: Alfonso Ribeiro
- Scritto da: Tom Devanney e Adam Markowitz

### Trama
Nonostante la sua brillante carriera di conduttrice televisiva, Hilary non si sente realizzata e lo intuisce quando in studio una donna partorisce un bambino. Le viene perciò l'idea di diventare mamma. I genitori sono contrari e l'unico con cui si trova a suo agio è Willy, il quale però tenta di dissuaderla. Dopo un periodo di riflessione, Hilary decide di non avere un bambino, comprendendo l'importanza della scelta. Nel frattempo, Ashley e Carlton litigano su come addobbare l'albero di Natale.
- Guest star: DJ Jazzy Jeff (Jazz), Jim Meskimen (Werner), Virginia Capers (Hattie Banks), Rachel Andersen (Julie)

## Lezione di boxe
- Titolo originale: Boxing Helena
- Diretto da: Shelley Jensen
- Scritto da: Michael Soccio

### Trama
I ragazzi della famiglia Banks decidono di iscriversi in palestra, a parte Ashley, che comincerà a lavorare in un negozio di hot dog. Hilary non ha voglia di sudare, quindi si allena svogliatamente. Carlton si sente già pronto, ma si rende conto di aver bisogno di un personal trainer, il quale però lo tratta duramente. Willy si allena, ma nel frattempo ci prova con una ragazza, come al suo solito, senza però attrarla. Mentre assiste Nicky nel suo allenamento di boxe, viene a sapere che quella ragazza è l'allenatrice del suo cuginetto. Willy la prende in giro, perché per lui è strano che una donna sia allenatrice di boxe, ma lei, Helena, lo zittisce mettendolo ko. Perciò, Willy viene preso in giro e per riconquistare il suo orgoglio torna in palestra per vedersela faccia a faccia con Helena. Il ragazzo sembra sopraffarla e lei se ne innamora.
- Guest star: Galyn Görg (Helena), Jeff Maynard (Joel), Daniel Riordan (Stan), Curtis Blanck (amico di Nicky)

## Una bomba per Philip
- Titolo originale: I, Clownius
- Diretto da: Shelley Jensen
- Scritto da: George Tricker

### Trama
Philip è alle prese con un importante caso nazionale e viene minacciato tramite una lettera. La famiglia si mette in allarme e cerca di proteggerlo in tutti i modi. Il giorno del processo viene perciò accompagnato da Willy e Carlton in tribunale, i quali gli faranno da guardie del corpo. I tre però rimangono senza benzina e si fermano a una stazione di servizio. Dopo essere entrati, Carlton nota un clown dall'aria sospetta e gli intima di andarsene spiegandogli la situazione, ma appena viene avvertito, il clown rivela di avere con sé una bomba. A causa di ciò il clown, Trottolino, obbliga i tre a portarlo con loro in tribunale, poiché in tal modo potrà essere notato in televisione. Durante il processo, Trottolino si esibisce, ma i suoi numeri sono pietosi, tant'è che Willy trova il coraggio di dirgli la verità. Sentito ciò, Trottolino decide di far scoppiare la bomba, ma anche essa faceva parte di una gag. Il clown viene perciò arrestato e il processo può proseguire regolarmente.
- Guest star: Donald Welch (detective Simms), Dorien Wilson (Trottolino)

## Il difficile è lasciarsi: parte 1
- Titolo originale: Breaking Up is Hard to Do (Part 1)
- Diretto da: Shelley Jensen
- Scritto da: Lisa Rosenthal

### Trama
Mentre sta lavorando al negozio di hot dog, Ashley viene notata da una agente di una azienda di moda e la ragazza ne è molto entusiasta. Quando però Carlton verifica la validità del contratto, vede che alla azienda andrà il venti percento dei ricavi, cosa inaccettabile per lui. Si dirige perciò con buone intenzioni all'ufficio della signora Pemberton, insieme a Willy, ma la loro sfacciataggine costerà il posto di lavoro ad Ashley. Per rimediare, i due dovranno esibirsi insieme alla ragazza in una sfilata di moda. Nel frattempo, Vivian discute con Philip per le sue poche attenzioni verso di lei e sul fatto che egli è troppo preso dal suo lavoro. Dopo una cena di lavoro, Vivian si arrabbia ancora una volta con Philip per aver nascosto la sua intenzione di entrare in politica. Decide perciò di andarsene di casa.
- Guest star: John David Conti (Joe Winters), Trayce' Moss (Regina), Joan Van Ark (Jewel Pemberton)

## Il difficile è lasciarsi: parte 2
- Titolo originale: Breaking Up is Hard to Do (Part 2)
- Diretto da: Shelley Jensen
- Scritto da: Lisa Rosenthal

### Trama
Vivian non è ancora tornata a casa, perciò Philip decide di andare a prenderla a casa di zia Helen. I due non riusciranno a risolvere i loro contrasti, perciò il rapporto rimane molto teso. Mentre riflettono su come possa essere la loro vita con Vivian e Philip separati, i ragazzi decidono di intervenire. A sorpresa, Willy e Carlton porteranno zio Phil in un locale dove ci sono anche Helen e Vivian, una situazione giusta per i due coniugi per chiarire. Vivian è ancora scontenta, perciò per fare pace, Philip rinuncerà alla sua carriera politica e si dedicherà di più alla moglie.
- Guest star: Tom Devanney (Uomo del karaoke), Jennifer Lewis (Helen)

## Come un... birillo
- Titolo originale: I, Bowl Buster
- Diretto da: Shelley Jensen
- Scritto da: Michael Soccio

### Trama
Carlton riesce finalmente ad essere accettato a Princeton e la famiglia ne è molto contenta, in particolare zio Phil, il quale torna indietro nel tempo con i ricordi di quando era uno studente universitario a sua volta. Willy decide di festeggiare andando a giocare a bowling, gioco in cui Carlton è negato, ma imparerà in fretta. Quest'ultimo, tanto preso dal suo talento, decide di abbandonare l'idea di andare a Princeton e di diventare un giocatore professionista di bowling. Per fargli recuperare il senno, Willy lo sfida, mettendo in palio l'iscrizione di Carlton, il quale batte il cugino e rimane della sua idea. Tornato a casa però, avrà un faccia a faccia con zio Philip, nel quale Carlton svelerà che aveva deciso di abbandonare l'idea di Princeton poiché impaurito dal confronto col padre. Al termine della chiacchierata, Carlton decide di andare a Princeton, ragionando sul suo futuro. Nel frattempo, Hilary si propone come madrina di un gruppo di ragazze scout, ma lo stare all'aria aperta e inventare giochi non è nel suo stile.
- Guest star: Doreen Brown (Rhonda)

## Il figlio segreto
- Titolo originale: The Butler's Son Did It
- Diretto da: Madeline Cripe
- Scritto da: Lisa Rosenthal

### Trama
A sorpresa, a casa Banks arriva Frederick, il figlio di Geoffrey, il quale non era a conoscenza della sua identità. Il maggiordomo lo accoglie a braccia aperte e anche la famiglia Banks è entusiasta. Willy però lo sorprende a rubare i suoi soldi, ma non riesce a dirlo a Geoffrey, non volendo spezzargli il cuore. Frederick riesce inoltre a farsi regalare un assegno dal padre, dopo che ha affermato di voler seguire le sue orme e di voler frequentare una scuola per maggiordomi. Con quell'assegno però Frederick decide di tornarsene a Londra, all'insaputa di tutti. Willy però lo sospettava, così lo raggiunge in aeroporto tentando di fargli cambiare idea, senza riuscirci. Mentre Willy racconta tutto a Geoffrey, Frederick torna sui suoi passi, scusandosi con il padre e facendo pace con lui.
- Guest star: DJ Jazzy Jeff (Jazz), Craig Kirkwood (Frederick), Patty Holley (agente della sicurezza)

## Oggi lepre
- Titolo originale: Hare Today
- Diretto da: Shelley Jensen
- Scritto da: Robert Bruce

### Trama
È Pasqua e tutta la famiglia Banks è impegnata nei preparativi presso la chiesa: Carlton e Ashley si contendono il posto di cantante solista nel coro, Willy viene convinto ad aiutare le signore della parrocchia nelle decorazioni e Vivian aiuta il reverendo Sims nell'organizzazione. Il reverendo, rimasto recentemente vedovo, dichiara a Vivian di esserne sempre stato innamorato, mettendola molto in imbarazzo. Willy, che inavvertitamente ascolta la conversazione, si ritrova coinvolto nella faccenda e cerca di nascondere la situazione a zio Phil. Quest'ultimo sfortunatamente invita a cena il reverendo Sims, perciò la situazione a tavola si fa molto tesa. Il reverendo però capisce di aver sbagliato e decide di andarsene. Nel frattempo il piccolo Nicky riceve un coniglio in regalo, ma zio Philip accidentalmente ci si siede sopra: all'inizio prova a nascondere la verità a Nicky chiedendo a Hilary di comprarne uno identico, ma Nicky capisce cosa è successo e accetta serenamente la morte del suo amico come parte della vita.
- Guest star: Richard Roundtree (Reverendo Sims)

## Paperissima Willy
- Titolo originale: I, Whoops, There It Isn
- Diretto da: Shelley Jensen
- Scritto da: Mary Beth Pemberton e Tanya Ward

### Trama
Willy invita i telespettatori a seguirlo nel dietro le quinte, per vedere come si lavora e sapere le abitudini dei protagonisti. Nel frattempo, vengono mandate in onda le più divertenti "papere" avvenute durante le riprese.
- Guest star: Dick Clark (se stesso)

## Un cavallo di troppo
- Titolo originale: I, Stank Horse
- Diretto da: Shelley Jensen
- Scritto da: Tom Devanney

### Trama
Ashley sta cercando di entrare in una scuola di recitazione drammatica e viene ingaggiata per girare una pubblicità in bikini. Sia zio Philip che Willy sono restii per questa iniziativa e cercano di far desistere Ashley. La ragazza però va contro la volontà del padre e torna sul set per girare. Quando Philip lo scopre, la raggiunge e cerca di portarla via con sé, ma a causa di un'attrice spocchiosa e antipatica, ci ripensa e lascia che Ashley giri lo spot. Nel frattempo, Hilary e Carlton adottano un cavallo da corsa che rischiava di essere soppresso. Non sapendo dove portarlo, lo sistemano a casa cercando di tenere la cosa nascosta.
- Guest star: Allan Wasserman (Frank), Sharon Kisekka (ragazza sul set)

## Carriere stroncate
- Titolo originale: I, Stank Hole in One
- Diretto da: Werner Walian
- Scritto da: Michael Soccio e Matt Tarses

### Trama
Philip è pronto per il torneo di golf per il quale gioca sempre insieme a Carlton, ma questa volta il ragazzo rifiuta, lasciando l'opportunità a Willy. Quest'ultimo è pessimo a giocare, ma insieme allo zio si divertono ed è questo che conta. Carlton, invidioso della loro felicità, fa di tutto per tornare a giocare. Alla fine supplicherà Willy di lasciargli il posto, anche perché dovendo partire per Princeton non avrà molte occasioni per giocare col padre. Willy perciò si inventa un problema alla spalla e al suo posto gioca Carlton, il quale farà vincere la coppa alla squadra. Nel frattempo, Hilary è stata scelta per co-condurre un programma televisivo con il presentatore Regis Philbin, ma la sua forte personalità creerà qualche problema durante le registrazioni e al suo posto viene scelta un'altra valletta.
- Guest star: Regis Philbin (se stesso), Jim Jansen (Bob Mercer), Gibson Frazier (Bobby Mercer), Arthel Neville (se stessa)

## Dente perdente
- Titolo originale: Eye, Tooth
- Diretto da: Shelley Jensen
- Scritto da: Adam Markowitz

### Trama
Hilary ha una grande notizia, per il suo show dovrà intervistare l'attore William Shatner e, inoltre, ha l'opportunità di trasferirsi a New York per lavoro. Willy è molto arrabbiato per la notizia, perché perderà il suo lavoro, non potendo seguire la cugina visto che deve frequentare la scuola. Per l'intervista a William Shatner il più eccitato è Carlton, il quale è un suo fan accanito. All'arrivo dell'ospite, Carlton perde subito le staffe e Willy è costretto ad allontanarlo, portando l'attore a giocare a biliardo. Carlton però li raggiunge, e dopo una litigata con Willy, quest'ultimo rompe un dente a William Shatner. L'attore quindi annulla la sua presenza per lo show e va dal dentista. I due ragazzi lo seguono e riescono a portarlo in studio, il problema però è che sono tutti e tre inebriati dal gas anestetico. Lo show quindi si rivelerà un fiasco, ma Willy e Shatner sembrano essere in buoni rapporti. Nel frattempo, Ashley prende la palla al balzo e progetta di andare a New York a vivere con la sorella. Lo zio Phil è nettamente contrario, ma il suo atteggiamento sembra non influenzare Ashley.
- Guest star: William Shatner (se stesso), Jim Meskimen (Werner), Steve Ireland (Richard West)

## L'appartamento che non c'è: parte 1
- Titolo originale: I, Done (Part 1)
- Diretto da: Shelley Jensen
- Scritto da: Jeff Pollack

### Trama
È il compleanno di zio Philip e tutta la famiglia organizza una festa a sorpresa. Durante i festeggiamenti, i ragazzi, ad eccezione di Willy, discutono di come sarà la loro vita dopo essersi trasferiti. Ma anche Geoffrey ha un annuncio importante da fare, infatti il maggiordomo ha deciso di trasferirsi a Londra da suo figlio. Willy si sente perciò isolato e si inventa una balla, dicendo che anche lui si trasferirà. Non trovando un appartamento adeguato però, dovrà dire tutta la verità agli zii, ma questi ultimi hanno preso una clamorosa decisione, quella di vendere la casa.
- Guest star: DJ Jazzy Jeff (Jazz), Pat Crawford Brown (signora dell'appartamento), Christopher Kirby (signor Clark)

## L'appartamento che non c'è: parte 2
- Titolo originale: I, Done (Part 2)
- Diretto da: Shelley Jensen
- Scritto da: Jeff Pollack

### Trama
Gli zii sono dunque decisi a vendere la casa e trasferirsi a New York per stare più vicini ai figli. Willy però ha ancora problemi a trovare una sistemazione. Si confida con Carlton, al quale chiede però di non dire nulla a zio Philip, poiché vuole risolvere la faccenda da solo. Addirittura prova a far desistere dal comprare la casa i probabili acquirenti, ma avrà un effetto opposto, perché la casa verrà venduta nel giro di una settimana. Non sapendo cosa fare, Willy rivela la verità e dopo che zio Philip lo ha tranquillizzato sulla faccenda, lo aiuterà a trovare l'appartamento tanto cercato. Al fatidico giorno, tutti sono in partenza destinati momentaneamente al Plaza Hotel, eccetto Willy, il quale verrà aiutato da Jazz con il trasloco. Dopo i toccanti addii, viene abbandonata la casa e per tutti comincia un nuovo capitolo della loro vita.
- Guest star: Isabel Sanford, Sherman Hemsley, Marla Gibbs (interpretano i rispettivi personaggi de I Jefferson), Conrad Bain, Gary Coleman (interpretano i rispettivi personaggi de Il mio amico Arnold)